# Аксаково (станция)
Аксаково — железнодорожная станция Башкирского региона Куйбышевской железной дороги в Белебеевском районе Республики Башкортостан.
Ближайшая к городу Белебею железнодорожная станция.

## Деятельность
- Прием и выдача повагонных отправок грузов, допускаемых к хранению на открытых площадках станций.
- Прием и выдача грузов повагонными и мелкими отправками, загружаемых целыми вагонами, только на подъездных путях и местах необщего пользования.
- Прием и выдача повагонных отправок грузов, требующих хранения в крытых складах станций.
- Прием и выдача грузов в универсальных контейнерах транспорта массой брутто 3 и 5 т на станциях.
- Прием и выдача грузов в универсальных контейнерах транспорта массой брутто 20 т на подъездных путях (с оформлением перевозочных документов по правилам § 3).
- Продажа пасс. билетов. Прием, выдача багажа.
- Пр/выд. повагонных отправок грузов (откр. площ).
- Пр/выд. повагонных отправок грузов (крытые склады).

## Дальнее сообщение
По графику 2020 года через станцию курсируют следующие поезда дальнего следования:

### Круглогодичное движение поездов
| № поезда        | Маршрут движения           | № поезда        | Маршрут движения           |
| --------------- | -------------------------- | --------------- | -------------------------- |
| 11              | Владивосток — Самара       | 12              | Самара — Владивосток       |
| 13 «Южный Урал» | Челябинск — Москва         | 14 «Южный Урал» | Москва — Челябинск         |
| 59              | Новокузнецк — Кисловодск   | 60              | Кисловодск — Новокузнецк   |
| 83              | Караганда — Москва         | 84              | Москва — Караганда         |
| 87              | Нижневартовск — Самара     | 88              | Самара — Нижневартовск     |
| 97              | Тында — Кисловодск         | 98              | Кисловодск — Тында         |
| 101             | Нижневартовск — Пенза      | 102             | Пенза — Нижневартовск      |
| 103             | Уфа — Саратов              | 104             | Саратов — Уфа              |
| 127             | Красноярск — Адлер         | 128             | Адлер — Красноярск         |
| 129             | Красноярск — Анапа         | 130             | Анапа — Красноярск         |
| 133             | Томск — Анапа              | 134             | Анапа — Томск              |
| 141             | Екатеринбург — Симферополь | 142             | Симферополь — Екатеринбург |
| 147             | Нижневартовск — Астрахань  | 148             | Астрахань — Нижневартовск  |
| 317             | Караганда — Барановичи     | 318             | Барановичи — Караганда     |
| 345             | Нижневартовск — Адлер      | 346             | Адлер — Нижневартовск      |
| 373             | Тюмень — Махачкала         | 374             | Махачкала — Тюмень         |

### Сезонное движение поездов
| № поезда | Маршрут движения               | № поезда | Маршрут движения               |
| -------- | ------------------------------ | -------- | ------------------------------ |
| 205      | Иркутск — Анапа                | 206      | Анапа — Иркутск                |
| 229      | Северобайкальск — Анапа        | 230      | Анапа — Северобайкальск        |
| 235      | Тында — Анапа                  | 236      | Анапа — Тында                  |
| 243      | Новокузнецк — Анапа            | 244      | Анапа — Новокузнецк            |
| 289      | Екатеринбург — Анапа           | 290      | Анапа — Екатеринбург           |
| 425      | Челябинск — Калининград        | 426      | Калининград — Челябинск        |
| 453      | Уфа — Новороссийск             | 454      | Новороссийск — Уфа             |
| 455      | Челябинск — Новороссийск       | 456      | Новороссийск — Челябинск       |
| 457      | Челябинск — Анапа              | 458      | Анапа — Челябинск              |
| 461      | Уфа — Адлер                    | 462      | Адлер — Уфа                    |
| 477      | Челябинск — Адлер              | 478      | Адлер — Челябинск              |
| 503      | Уфа — Анапа                    | 504      | Анапа — Уфа                    |
| 537      | Уфа — Адлер                    | 538      | Адлер — Уфа                    |
| 589      | Новый Уренгой — Тюмень — Адлер | 590      | Адлер — Тюмень — Новый Уренгой |